# 四谷坂町
四谷坂町（よつやさかまち）は、東京都新宿区の町名。住居表示実施済み区域であり、「丁目」の設定がない単独町名である。

## 地理
新宿区の南東部に位置する。地域北部は、靖国通りに接し、これを境に市谷本村町に接している。地域東部は四谷本塩町に接する。地域南部は四谷三栄町に接する。地域西部は、津の守坂通りに接し、これを境に片町、荒木町に接する（いずれも新宿区）。南が高く北が低い周辺高低差のある地形となっているのが特徴の町である。
靖国通り沿いにはビルやマンションなどが並ぶが、地域内は、主に住宅地となっている。通り沿いにはビルなども見られる。

## 歴史
江戸時代には「坂丁」「四谷坂町」とも呼ばれた。1911年（明治44年）冠称を外し、「坂町」となる
。
2015年（平成27年）7月21日、住居表示実施にあわせ、「坂町」から現町名となる。

## 世帯数と人口
2025年（令和7年）3月1日現在（新宿区発表）の世帯数と人口は以下の通りである。
- 世帯数 : 1,687世帯
- 人口 : 2,556人

### 人口の変遷
国勢調査による人口の推移。なお、2010年までは坂町を掲載。
| 年                 | 人口  |
| ------------------ | ----- |
| 1995年（平成7年）  | 1,871 |
| 2000年（平成12年） | 2,039 |
| 2005年（平成17年） | 2,121 |
| 2010年（平成22年） | 2,097 |
| 2015年（平成27年） | 2,120 |
| 2020年（令和2年）  | 2,505 |

### 世帯数の変遷
国勢調査による世帯数の推移。なお、2010年までは坂町を掲載。
| 年                 | 世帯数 |
| ------------------ | ------ |
| 1995年（平成7年）  | 1,002  |
| 2000年（平成12年） | 1,211  |
| 2005年（平成17年） | 1,252  |
| 2010年（平成22年） | 1,338  |
| 2015年（平成27年） | 1,359  |
| 2020年（令和2年）  | 1,653  |

## 学区
区立小・中学校に通う場合、学区は以下の通りとなる（2018年8月時点）。
- 区域 : 全域
  - 小学校 : 新宿区立四谷小学校
  - 中学校 : 新宿区立四谷中学校

## 交通
当地域に鉄道駅はないが、地域西部は都営新宿線の曙橋駅と、地下鉄丸ノ内線の四谷三丁目駅が、地域東部はJR中央線快速・JR総武線（各駅停車）・地下鉄丸ノ内線・地下鉄南北線の四ツ谷駅と、JR総武線（各駅停車）・都営新宿線・地下鉄有楽町線・地下鉄南北線の市ケ谷駅がそれぞれ利用可能である。

## 事業所
2021年（令和3年）現在の経済センサス調査による事業所数と従業員数は以下の通りである。
- 事業所数 : 119事業所
- 従業員数 : 2,468人

### 事業者数の変遷
経済センサスによる事業所数の推移。
| 年                 | 事業者数 |
| ------------------ | -------- |
| 2016年（平成28年） | 102      |
| 2021年（令和3年）  | 119      |

### 従業員数の変遷
経済センサスによる従業員数の推移。
| 年                 | 従業員数 |
| ------------------ | -------- |
| 2016年（平成28年） | 1,473    |
| 2021年（令和3年）  | 2,468    |

## その他

### 日本郵便
- 郵便番号 : 160-0002[3]（集配局 : 新宿郵便局[15]）。